# Nick Seymour
Nick Seymour (ur. 9 grudnia 1958, Benalla, Australia) – australijski  muzyk, rysownik, i producent nagraniowy. Jest gitarzystą basowym w rockowym zespole Crowded House.